# Frank Fetter
Frank Albert Fetter (8 mars 1863 - 21 mars 1949) était un économiste américain issu de l’École autrichienne d'économie. Le traité de Frank Fetter, The Principle of Economics a contribué, avec les travaux de Eugen von Böhm-Bawerk, Friedrich von Wieser, Ludwig von Mises and Friedrich Hayek, à l’augmentation de l’intérêt porté par les Américains pour l'École d'économie Autrichienne. F. Fetter était ainsi le leader de l’École d’économie autrichienne aux États-Unis.
Entre autres, cet économiste a remis en doute la théorie d’Alfred Marshall en présentant une réévaluation théorique de la terre en tant que capital. Cette théorie a poussé les économistes de l’école classique à revoir l'idée géorgiste selon laquelle « la terre est un facteur de production unique… » et qu’ainsi, elle n’est sujette à aucune théorie liée à la rente.

## Jeunesse et éducation
Frank Fetter est né à Peru, dans l’Indiana dans une famille protestante pendant la guerre de Sécession. Durant sa jeunesse, Fetter était un très bon élève. En 1879, il a d’ailleurs été accepté à l’université d’Indiana alors qu’il avait seulement seize ans. C’est là-bas qu’il rejoint la fraternité étudiante Phi Kappa Psi.
En 1883, il était sur le point d’obtenir son diplôme, mais fut contraint de quitter l’université pour reprendre la librairie familiale en raison des problèmes de santé de son père. C’est ainsi que le jeune homme acquiert des bases en économie. L’un des livres qui l’influence beaucoup à cette époque est Progress and Poverty (1976) par Heny George.
Après huit ans, Fetter retourne enfin à l’université pour terminer son diplôme en 1891.
En 1892, Jeremiah Jenks, qui était un professeur de Fetter à l’université de l’Indiana, obtient un poste à l’université Cornell en tant que Président du département d’Histoire et permet ainsi à Fetter de l’intégrer. Cette même année, Fetter termine son Master en Philosophie. Alors, Jenks convainc Fetter d’étudier à la Sorbonne à Paris.
Fetter obtient son doctorat en philosophie en 1894 à l’université de Halle, en Allemagne. C’est là-bas qu’il écrit sa thèse, une critique sur la théorie malthusienne.

## Vie professionnelle
Après avoir obtenu son doctorat, Fetter enseigna à Cornell. Il abandonna vite cette mission pour accepter un statut de professeur à l’université de l’Indiana, puis à l’université de Stanford. Il démissionna de Stanford trois ans après à la suite de désaccords concernant la liberté académique.
Il retourna en 1901 à Cornell en tant que professeur d’économie politique et de finance avant de terminer sa carrière académique entre 1911 et 1931 à l’Université de Princeton. Il fut également le premier président du département d’économie de l’université de Princeton.
Malgré ses proximités idéologiques et ses contacts personnels avec des pionniers de l’école d’économie autrichienne tels que Eugen von Böhm-Bawerk, Friedrich von Wieser, Ludwig von Mises ou encore F.A. Hayek, Frank Fetter se désignait comme étant un membre de l’école psychologique américaine. Aujourd’hui, l’appellation « École psychologique » est considéré comme un synonyme de l’école autrichienne.

Frank Fetter était un fervent opposant du plan de Franklin D. Roosevelt qui consistait à mettre fin à l'étalon-or. Il a également travaillé activement avec plusieurs économistes contre la monnaie fiat.
En 1933, il signa et participa à l'élaboration d’une lettre envoyée au président américain pour lui demander de s’ouvrir aux échanges internationaux.

## Contributions théoriques en économie

### Terre comme capital
Frank Fetter a participé à un débat remarquable avec l’économiste anglais Alfred Marshall, à la fois par le biais de Principles of Economics de 1904 et d’un certain nombre d’articles dans les revues de l’American Economics Association et dans le Quartely Journal of Economics. Il a contesté la position de Marshall selon laquelle la terre est théoriquement distincte du capital. Fetter a fait valoir qu'une telle distinction n'était pas pratique, affirmant que,
L'idée qu'il est facile de faire la distinction entre le rendement des agents naturels et celui des améliorations est fantaisiste et déroutante...... La classification objective de la terre et du capital comme agents naturels et artificiels est une tâche qui doit toujours transcender le pouvoir humain de la discrimination.
La position de Fetter sur cette question l'a mené à s'opposer aux idées géorgiennes comme la taxe sur la valeur foncière.
Mark Blaug, spécialiste de l'histoire de la pensée économique, attribue à Fetter et John Bates Clark l'influence qu'ils ont exercée sur les économistes du courant dominant pour qu'ils abandonnent l'idée "que la terre est un facteur unique de production et qu'il existe donc un besoin particulier pour une théorie spéciale du loyer foncier. C'est en fait la base de toutes les attaques lancées contre Henry George par les économistes contemporains et certainement la raison fondamentale pour laquelle les économistes professionnels l'ignorent de plus en plus.

### Application de la conception subjective de la valeur
Frank Fetter croyait en la conception subjective de la valeur, il supportait ainsi le fait que l’intérêt soit soumis à une préférence dans le temps.
Fetter a démontré que l'explication ne peut être trouvée qu'en séparant le concept de productivité marginale de celui d'intérêt. La productivité marginale explique la hauteur du prix de location d'un facteur, mais un autre principe est nécessaire pour expliquer la valeur actualisée capitalisée du facteur, que ce facteur soit la terre, un bien d'équipement ou le prix d'un esclave. Ce principe est la " préférence temporelle " : le taux social auquel les gens préfèrent les biens présents aux biens futurs sur le vaste marché du temps interconnecté (marché des biens présents/futurs) qui imprègne l'économie tout entière.
Selon Jeffrey Herbener, Fetter a soutenu le fait que « de la même façon que le prix de chaque bien est déterminé seulement par la valeur subjective, le taux d’intérêt est seulement déterminé par la préférence temporelle ».
Herbener explique aussi que ces pensées ont mené Fetter à conclure que : « le prix de location de chaque bien de production est imputé par la demande entrepreneuriale et est égal à la valeur marginale actualisée de son produit. La valeur en capital de chaque bien durable est égale à la valeur actualisée de ses loyers futurs ».
Les économistes qui soutiennent cette théorie défendent le fait que les taux d'intérêt ne peuvent être négatifs.

### Critique de la théorie de l’intérêt de Fisher
Dans interest Theories, Old and New (1914), Fetter a critiqué Irvin Fisher pour avoir abandonné la théorie de la préférence temporelle pure des intérêts que Fisher avait écrit dans son livre en 1907. The rate of interest, un livre qui a fortement influencé Fetter. Comme l’a expliqué Murray Rothbard, après une analyse approfondie de l’ancien travail de Fisher.

## Réception de ses idées en milieu académique
En 1909, à l’âge de quarante-six ans, Fetter obtient son doctorat en droit à l’université Colgate et devient président de l’Association d’économie américaine en 1913.
D'autres doctorat honoris causa ont été décernés à Fetter par l'Occidental College en 1930 et l'université de l'Indiana en 1934. Il a été membre de l'Académie américaine des arts et des sciences et membre de la Société américaine de philosophie. En 1927, la Société économique autrichienne lui décerne la médaille Karl Menger.
Après la mort de Fetter en 1949, J. Douglas Brown a écrit un « Mémorial » pour l'American Economic Review. Il commence son écrit avec la phrase « with the death of Frank Albert Fetter the great company of American economists has suffered an irreparable loss ».